# Hey Brother
Hey Brother is de derde single van het album True van de Zweedse dj/muziekproducent Avicii uit 2013. Het nummer is ingezongen door de zanger Dan Tyminski.
Van dit nummer maakte Avicii ook een remix (Avicii By Avicii) met de vocals van Salem Al Fakir.

## Hitnoteringen
| Hitlijst               | Datum van binnenkomst | Hoogste positie | Aantal weken | Laatste notering |
| ---------------------- | --------------------- | --------------- | ------------ | ---------------- |
| Single Top 100         | 12-10-2013            | 2               | 26           | *                |
| Nederlandse Top 40     | 19-10-2013            | 1               | 30           | 10-05-2014       |
| Vlaamse Ultratop 50    | 16-11-2013            | 3               | 2            | *                |
| Vlaamse Radio 2 Top 30 | 09-11-2013            | 24              | 2            | *                |
| Waalse Ultratop 50     | 16-11-2013            | 23              | 2            | *                |
| Australische Top 50    | 20-10-2013            | 2               | 6            | *                |
| Deense Top 40          | 27-09-2013            | 4               | 9            | *                |
| Duitse Top 100         | 28-09-2013            | 1               | 8            | *                |
| Finse Top 20           | 12-10-2013            | 1               | 6            | *                |
| Franse Top 200         | 28-09-2013            | 10              | 7            | *                |
| Nieuw-Zeelandse Top 40 | 11-11-2013            | 14              | 2            | *                |
| Noorse Top 20          | 28-09-2013            | 1               | 8            | *                |
| Oostenrijkse Top 75    | 27-09-2013            | 1               | 9            | *                |
| Spaanse Top 50         | 10-11-2013            | 36              | 2            | *                |
| UK Singles Chart       | 28-09-2013            | 58              | 8            | *                |
| Zweedse Top 60         | 20-09-2013            | 1               | 9            | *                |
| Zwitserse Top 75       | 29-09-2013            | 2               | 9            | *                |

### Nederlandse Top 40
| Hitnotering: 19-10-2013 t/m 10-05-2014 | Hitnotering: 19-10-2013 t/m 10-05-2014 | Hitnotering: 19-10-2013 t/m 10-05-2014 | Hitnotering: 19-10-2013 t/m 10-05-2014 | Hitnotering: 19-10-2013 t/m 10-05-2014 | Hitnotering: 19-10-2013 t/m 10-05-2014 | Hitnotering: 19-10-2013 t/m 10-05-2014 | Hitnotering: 19-10-2013 t/m 10-05-2014 | Hitnotering: 19-10-2013 t/m 10-05-2014 | Hitnotering: 19-10-2013 t/m 10-05-2014 | Hitnotering: 19-10-2013 t/m 10-05-2014 | Hitnotering: 19-10-2013 t/m 10-05-2014 | Hitnotering: 19-10-2013 t/m 10-05-2014 | Hitnotering: 19-10-2013 t/m 10-05-2014 | Hitnotering: 19-10-2013 t/m 10-05-2014 | Hitnotering: 19-10-2013 t/m 10-05-2014 | Hitnotering: 19-10-2013 t/m 10-05-2014 |
| Week:                                  | 1                                      | 2                                      | 3                                      | 4                                      | 5                                      | 6                                      | 7                                      | 8                                      | 9                                      | 10                                     | 11                                     | 12                                     | 13                                     | 14                                     | 15                                     | 16                                     |
| -------------------------------------- | -------------------------------------- | -------------------------------------- | -------------------------------------- | -------------------------------------- | -------------------------------------- | -------------------------------------- | -------------------------------------- | -------------------------------------- | -------------------------------------- | -------------------------------------- | -------------------------------------- | -------------------------------------- | -------------------------------------- | -------------------------------------- | -------------------------------------- | -------------------------------------- |
| Positie:                               | 24                                     | 13                                     | 6                                      | 3                                      | 1                                      | 1                                      | 1                                      | 1                                      | 2                                      | 2                                      | 5                                      | 5                                      | 5                                      | 6                                      | 5                                      | 5                                      |
| Week:                                  | 17                                     | 18                                     | 19                                     | 20                                     | 21                                     | 22                                     | 23                                     | 24                                     | 25                                     | 26                                     | 27                                     | 28                                     | 29                                     | 30                                     |                                        |                                        |
| Positie:                               | 7                                      | 10                                     | 11                                     | 15                                     | 15                                     | 17                                     | 17                                     | 21                                     | 23                                     | 24                                     | 24                                     | 26                                     | 29                                     | 36                                     | uit                                    |                                        |

### NederlandseSingle Top 100
| Hitnotering: (week 1 t/m 51) 12-10-2013 t/m 27-09-2014 Hitnotering: (week 52 t/m 53) 28-04-2018 t/m 05-05-2018 | Hitnotering: (week 1 t/m 51) 12-10-2013 t/m 27-09-2014 Hitnotering: (week 52 t/m 53) 28-04-2018 t/m 05-05-2018 | Hitnotering: (week 1 t/m 51) 12-10-2013 t/m 27-09-2014 Hitnotering: (week 52 t/m 53) 28-04-2018 t/m 05-05-2018 | Hitnotering: (week 1 t/m 51) 12-10-2013 t/m 27-09-2014 Hitnotering: (week 52 t/m 53) 28-04-2018 t/m 05-05-2018 | Hitnotering: (week 1 t/m 51) 12-10-2013 t/m 27-09-2014 Hitnotering: (week 52 t/m 53) 28-04-2018 t/m 05-05-2018 | Hitnotering: (week 1 t/m 51) 12-10-2013 t/m 27-09-2014 Hitnotering: (week 52 t/m 53) 28-04-2018 t/m 05-05-2018 | Hitnotering: (week 1 t/m 51) 12-10-2013 t/m 27-09-2014 Hitnotering: (week 52 t/m 53) 28-04-2018 t/m 05-05-2018 | Hitnotering: (week 1 t/m 51) 12-10-2013 t/m 27-09-2014 Hitnotering: (week 52 t/m 53) 28-04-2018 t/m 05-05-2018 | Hitnotering: (week 1 t/m 51) 12-10-2013 t/m 27-09-2014 Hitnotering: (week 52 t/m 53) 28-04-2018 t/m 05-05-2018 | Hitnotering: (week 1 t/m 51) 12-10-2013 t/m 27-09-2014 Hitnotering: (week 52 t/m 53) 28-04-2018 t/m 05-05-2018 | Hitnotering: (week 1 t/m 51) 12-10-2013 t/m 27-09-2014 Hitnotering: (week 52 t/m 53) 28-04-2018 t/m 05-05-2018 | Hitnotering: (week 1 t/m 51) 12-10-2013 t/m 27-09-2014 Hitnotering: (week 52 t/m 53) 28-04-2018 t/m 05-05-2018 | Hitnotering: (week 1 t/m 51) 12-10-2013 t/m 27-09-2014 Hitnotering: (week 52 t/m 53) 28-04-2018 t/m 05-05-2018 | Hitnotering: (week 1 t/m 51) 12-10-2013 t/m 27-09-2014 Hitnotering: (week 52 t/m 53) 28-04-2018 t/m 05-05-2018 | Hitnotering: (week 1 t/m 51) 12-10-2013 t/m 27-09-2014 Hitnotering: (week 52 t/m 53) 28-04-2018 t/m 05-05-2018 | Hitnotering: (week 1 t/m 51) 12-10-2013 t/m 27-09-2014 Hitnotering: (week 52 t/m 53) 28-04-2018 t/m 05-05-2018 | Hitnotering: (week 1 t/m 51) 12-10-2013 t/m 27-09-2014 Hitnotering: (week 52 t/m 53) 28-04-2018 t/m 05-05-2018 | Hitnotering: (week 1 t/m 51) 12-10-2013 t/m 27-09-2014 Hitnotering: (week 52 t/m 53) 28-04-2018 t/m 05-05-2018 | Hitnotering: (week 1 t/m 51) 12-10-2013 t/m 27-09-2014 Hitnotering: (week 52 t/m 53) 28-04-2018 t/m 05-05-2018 | Hitnotering: (week 1 t/m 51) 12-10-2013 t/m 27-09-2014 Hitnotering: (week 52 t/m 53) 28-04-2018 t/m 05-05-2018 | Hitnotering: (week 1 t/m 51) 12-10-2013 t/m 27-09-2014 Hitnotering: (week 52 t/m 53) 28-04-2018 t/m 05-05-2018 | Hitnotering: (week 1 t/m 51) 12-10-2013 t/m 27-09-2014 Hitnotering: (week 52 t/m 53) 28-04-2018 t/m 05-05-2018 | Hitnotering: (week 1 t/m 51) 12-10-2013 t/m 27-09-2014 Hitnotering: (week 52 t/m 53) 28-04-2018 t/m 05-05-2018 | Hitnotering: (week 1 t/m 51) 12-10-2013 t/m 27-09-2014 Hitnotering: (week 52 t/m 53) 28-04-2018 t/m 05-05-2018 | Hitnotering: (week 1 t/m 51) 12-10-2013 t/m 27-09-2014 Hitnotering: (week 52 t/m 53) 28-04-2018 t/m 05-05-2018 | Hitnotering: (week 1 t/m 51) 12-10-2013 t/m 27-09-2014 Hitnotering: (week 52 t/m 53) 28-04-2018 t/m 05-05-2018 | Hitnotering: (week 1 t/m 51) 12-10-2013 t/m 27-09-2014 Hitnotering: (week 52 t/m 53) 28-04-2018 t/m 05-05-2018 | Hitnotering: (week 1 t/m 51) 12-10-2013 t/m 27-09-2014 Hitnotering: (week 52 t/m 53) 28-04-2018 t/m 05-05-2018 | Hitnotering: (week 1 t/m 51) 12-10-2013 t/m 27-09-2014 Hitnotering: (week 52 t/m 53) 28-04-2018 t/m 05-05-2018 |
| Week: | 1 | 2 | 3 | 4 | 5 | 6 | 7 | 8 | 9 | 10 | 11 | 12 | 13 | 14 | 15 | 16 | 17 | 18 | 19 | 20 | 21 | 22 | 23 | 24 | 25 | 26 | 27 | 28 |
| --- | --- | --- | --- | --- | --- | --- | --- | --- | --- | --- | --- | --- | --- | --- | --- | --- | --- | --- | --- | --- | --- | --- | --- | --- | --- | --- | --- | --- |
| Positie: | 38 | 10 | 7 | 5 | 2 | 4 | 2 | 3 | 2 | 8 | 7 | 6 | 6 | 5 | 5 | 4 | 8 | 12 | 6 | 10 | 12 | 17 | 16 | 19 | 20 | 20 | 27 | 28 |
| Week: | 29 | 30 | 31 | 32 | 33 | 34 | 35 | 36 | 37 | 38 | 39 | 40 | 41 | 42 | 43 | 44 | 45 | 46 | 47 | 48 | 49 | 50 | 51 | | 52 | 53 | | |
| Positie: | 33 | 34 | 41 | 54 | 52 | 54 | 63 | 64 | 78 | 70 | 70 | 69 | 65 | 64 | 68 | 70 | 82 | 82 | 89 | 87 | 92 | 88 | 94 | uit | 30 | 80 | uit | |

### VlaamseUltratop 50
| Hitnotering: 16-11-2013 t/m 26-04-2014 | Hitnotering: 16-11-2013 t/m 26-04-2014 | Hitnotering: 16-11-2013 t/m 26-04-2014 | Hitnotering: 16-11-2013 t/m 26-04-2014 | Hitnotering: 16-11-2013 t/m 26-04-2014 | Hitnotering: 16-11-2013 t/m 26-04-2014 | Hitnotering: 16-11-2013 t/m 26-04-2014 | Hitnotering: 16-11-2013 t/m 26-04-2014 | Hitnotering: 16-11-2013 t/m 26-04-2014 | Hitnotering: 16-11-2013 t/m 26-04-2014 | Hitnotering: 16-11-2013 t/m 26-04-2014 | Hitnotering: 16-11-2013 t/m 26-04-2014 | Hitnotering: 16-11-2013 t/m 26-04-2014 | Hitnotering: 16-11-2013 t/m 26-04-2014 | Hitnotering: 16-11-2013 t/m 26-04-2014 | Hitnotering: 16-11-2013 t/m 26-04-2014 | Hitnotering: 16-11-2013 t/m 26-04-2014 | Hitnotering: 16-11-2013 t/m 26-04-2014 | Hitnotering: 16-11-2013 t/m 26-04-2014 | Hitnotering: 16-11-2013 t/m 26-04-2014 | Hitnotering: 16-11-2013 t/m 26-04-2014 | Hitnotering: 16-11-2013 t/m 26-04-2014 | Hitnotering: 16-11-2013 t/m 26-04-2014 | Hitnotering: 16-11-2013 t/m 26-04-2014 | Hitnotering: 16-11-2013 t/m 26-04-2014 | Hitnotering: 16-11-2013 t/m 26-04-2014 |
| Week:                                  | 1                                      | 2                                      | 3                                      | 4                                      | 5                                      | 6                                      | 7                                      | 8                                      | 9                                      | 10                                     | 11                                     | 12                                     | 13                                     | 14                                     | 15                                     | 16                                     | 17                                     | 18                                     | 19                                     | 20                                     | 21                                     | 22                                     | 23                                     | 24                                     |                                        |
| -------------------------------------- | -------------------------------------- | -------------------------------------- | -------------------------------------- | -------------------------------------- | -------------------------------------- | -------------------------------------- | -------------------------------------- | -------------------------------------- | -------------------------------------- | -------------------------------------- | -------------------------------------- | -------------------------------------- | -------------------------------------- | -------------------------------------- | -------------------------------------- | -------------------------------------- | -------------------------------------- | -------------------------------------- | -------------------------------------- | -------------------------------------- | -------------------------------------- | -------------------------------------- | -------------------------------------- | -------------------------------------- | -------------------------------------- |
| Positie:                               | 32                                     | 7                                      | 8                                      | 3                                      | 3                                      | 5                                      | 7                                      | 3                                      | 3                                      | 5                                      | 7                                      | 6                                      | 7                                      | 8                                      | 13                                     | 18                                     | 16                                     | 31                                     | 29                                     | 34                                     | 34                                     | 34                                     | 34                                     | 47                                     | uit                                    |

### NPO Radio 2 Top 2000
| Nummer met noteringen in de NPO Radio 2 Top 2000 | '13  | '14 | '15 | '16 | '17 | '18 | '19 | '20 | '21 | '22 | '23 | '24 |
| ------------------------------------------------ | ---- | --- | --- | --- | --- | --- | --- | --- | --- | --- | --- | --- |
| Hey Brother                                      | 1253 | 339 | 416 | 751 | 841 | 234 | 348 | 438 | 420 | 574 | 605 | 651 |

1. ↑  Een vetgedrukt getal geeft de hoogste notering aan.
2. ↑  2013 was het eerste jaar met een notering voor dit nummer.

## Coverversies
- Op 21 april 2023 bracht Dan Tyminski, de oorspronkelijke zanger op het nummer, een eigen versie van Hey Brother uit.[1]
- Op 22 september 2023 bracht de Duitse band dArtagnan een folkrockversie van Hey Brother uit.[2]

- MusicBrainz release group: b86a5ec3-5740-452d-8706-715fc058d289
- MusicBrainz work: a276d3c2-7190-4c00-a97a-dab68947ced4